# Marc Zehntner
Marc Zehntner (* 1972 in Basel) ist ein Schweizer Kulturmanager und Museumsleiter.

## Leben
Zehntner studierte Betriebsökonomie und Fundraising an den Universitäten Basel und Freiburg im Üechtland. Von 2004 bis 2009 war er Leitungsmitglied des Naturhistorischen Museums Basel. Von 2009 bis 2020 leitete er das Vitra Design Museum in Weil am Rhein. 2020 übernahm der die interimistische Leitung des Historischen Museums Basel anstelle des freigestellten Kunsthistorikers Marc Fehlmann. 2023 wurde Zehntner definitiv zum Direktor dieses Museums gewählt.